# Kuštilj
Kuštilj (cyr. Куштиљ) – wieś w Serbii, w Wojwodinie, w okręgu południowobanackim, w mieście Vršac. W 2011 roku liczyła 748 mieszkańców.